# Боєчко Владислав Федорович
Боєчко Владислав Федорович (нар. 13 вересня 1971, Умань, Уманський район, Черкаська область, УРСР) — український вчений-історик та політичний діяч, блогер. Доктор історичних наук, професор кафедри історії України Черкаського національного університету імені Богдана Хмельницького. Син відомого українського вченого Ф. Ф. Боєчка.

## Біографія
Народився 13 вересня 1971 року в місті Умань Черкаської області у сім'ї біохіміка Федора Боєчка. У 1979 році сім'я переїхала до Черкас. У 1988 р. закінчив Черкаську середню школу № 31. Закінчив історичний факультет Київського державного педагогічного університету (1993), аспірантуру (1997). Кандидат історичних наук (2001), доцент (2003), доктор історичних наук (2016), професор кафедри історії України (2018).
З 1994 по 1997 рр. навчався в аспірантурі у Черкаському державному педагогічному інституті (нині Черкаський національний університет імені Богдана Хмельницького). З 1997 року працює на кафедрі історії України на посадах викладача, старшого викладача, доцента, професора, виконує обов'язки куратора академічної групи. Відповідальний за оформлення лабораторії української етнології ЧНУ.
Займається вивченням історії Центрально-Східної Європи початку XX століття, історією Польщі між двома світовими війнами, історією та етнологією України XVI—XVIII століть.

### Політична діяльність
Активно займається політичною діяльністю, з 2019 року був членом політичної партії «Сила і честь»,на даний час безпартійний.
На позачергових виборах народних депутатів до Верховної Ради України 2019 року Владислав Боєчко висував свою кандидатуру в депутати по 195-му виборчому окрузі, зайняв третє місце із 25 кандидатів та програв вибори представнику «Слуги народу» Олегу Арсенюку.             У 2020 році став одним із очільників громадського руху за збереження санаторних шкіл в Україні , та захисту прав дітей з особливими освітніми потребами. 
На місцевих виборах 2020 року очолював партійний список партії «Сила і честь» до Черкаської обласної ради. Однак партія набрала лише 3,47 % голосів виборців і не пройшла до облради.

### Медійна діяльність
Із березня 2021 року веде авторський «Блог Боєчка» на Ютуб-каналі «Черкаси Now». Також веде власну колонку в газеті «Нова доба».

## Основні наукові праці
- Боєчко В. Ф. Друга Річпосполита 1914—1921 рр.: становлення державності / В. Ф. Боєчко. — Черкаси: Черкаський національний університет ім. Б. Хмельницького, 2016. — 410 с.
- Боєчко В. Ф. Відродження польської державності на поч. ХХ ст.: вітчизняна історіографія проблеми / В. Ф. Боєчко // Вісник ЧНУ. Серія історичні науки. — 2012. — № 22. — С. 97–106.
- Боєчко В. Ф. Питання щодо польсько-німецького кордону на Паризькій мирній конференції 1919 р. / В. Ф. Боєчко // Гуржіївські історичні читання. — Вип. 7. — Черкаси, 2014. — С. 352—354.
- Боєчко В. Ф. Боротьба за збереження незалежності Другої Речі Посполитої та вирішення територіальних вимог (листопад 1918 — березень 1921 рр.) / В. Ф. Боєчко //Чорноморський літопис. Науковий журнал. — Вип. 11. — Миколаїв, 2016. — С. 6-12.
- Боєчко В. Ф. Початок відбудови промисловості та фінансової системи Другої Речі Посполитої / В. Ф. Боєчко // Гілея: Науковий вісник: Збірник наукових праць. — Вип. 107. (4). — К., 2016. — С. 135—140.